# Liza Marklund
Liza Marklund (n. 9 septembrie 1962, Piteå, Comitatul Norrbotten, Suedia) este o jurnalistă și autoare de romane polițiste suedeză. Este, de asemenea, coproprietară a Piratförlaget, a treia editură ca importanță din Suedia. Este și editorialistă la tabloidul suedez „Expressen”. 
A publicat opt romane în seria Annika Begtzon, seria care i-a adus faima internațională. Pentru romanul Fundația Paradis a fost recompensată cu numeroase premii literare: Book of the Year (2001), The Swedish Platinum Pocket Award, The Swedish pocket Award. 
Este ambasador UNICEF. Locuiește în Spania, cu soțul ei, Mikael.

## Cărți
- Ferma de perle negre (Pärlfarms) (2019)
- Cercul polar (Polcirkeln) (2021)

Seria Annika Begtzon:
- Explozii în Stockhlom (Sprängaren), 1998[11][12]
- Studio 69 (Studio sex), 1999
- Fundația Paradis (Paradiset), 2000
- Prime-time, 2002
- Lupul roșu (Den röda vargen), 2003
- Testamentul lui Nobel (Nobels Testament), 2006
- Pe viață (Livstid), 2007
- Un loc sub soare (En plats I Solen), 2008

## Ecranizări
- Deadline (2001), film regizat de Colin Nutley, bazat pe romanul The Bomber
- Paradise (2003), film regizat de Colin Nutley, bazat pe romanul Paradise
- Nobel's Last Will (2012), film regizat de Peter Flinth, bazat pe romanul Last Will
- Prime Time (2012), film regizat de Agneta Fagerström-Olsson, bazat pe romanul Prime Time
- Studio Sex (2012), film regizat de Agneta Fagerström-Olsson, bazat pe romanul Studio 69
- The Red Wolf (2012), film regizat de Agneta Fagerström-Olsson, bazat pe romanul The Red Wolf
- Lifetime (2012), film regizat de Ulf Kvensler, bazat pe romanul Lifetime
- A Place in the Sun (2012), film regizat de Peter Flinth, bazat pe romanul The Long Shadow
- The Postcard Killings (2020), film regizat de Danis Tanović, bazat pe romanul The Postcard Killers